# Naturschutzgebiet Unterm Heister
Koordinaten: 51° 20′ 23″ N, 8° 11′ 23″ O
Das Naturschutzgebiet Unterm Heister mit einer Größe von 4,53 h ha liegt nördlich Wallen im Stadtgebiet von Meschede. Es wurde 2020 vom Kreistag des Hochsauerlandkreises mit dem Landschaftsplan Meschede als Naturschutzgebiet (NSG) ausgewiesen. Von 1994 bis 2020 gehörte die heutige NSG-Fläche zum Landschaftsschutzgebiet Meschede.

## Gebietsbeschreibung
Beim Gebiet Unterm Heister handelt es sich um das südliche Ende des Härtlingszuges Kehling, der in einer kleinen Talmulde aus läuft. Im Nordteil des NSG ist der Untergrund aus unterkarbonischen Kieselschiefer und der größere Südteil besteht aus älteren devonischen Schiefern. Während die nördliche Hanglage des Talkopfes 2020 mit jungem Laubholz bestockt war, weist die südliche Talseite und die unmittelbare Siepenumgebung insgesamt einen hohen Anteil größerer Altbäume in einem Eichen-Mischwald mit stehendes Totholz auf. Unmittelbar am Südrand des NSG wurden noch im Winter 2015/16 etliche Alteichen gefällt. Das Siepen im NSG fällt unter den gesetzlichen Biotopschutz.
Zum Wert des NSG führt der Landschaftsplan auf: „Der strukturelle Reichtum und der damit verbundene Habitatwert für eine vielfältige Flora und Fauna wird zumindest durch das Vorkommen einer gefährdeten Spechtart im Gebiet bestätigt.“

## Schutzzweck
Zum Schutzzweck des NSG führt der Landschaftsplan auf: „Erhaltung einer strukturreichen, Eichen-dominierten Talursprungsmulde als Trittsteinbiotop mit hohem Artenschutzpotenzial; Stärkung der Gliederungsfunktion dieses ökologischen Sonderstandortes im Bild der umgebenden, Nadelholz-dominierten Waldlandschaft; Sicherung dieser Gesamtsituation für eine potenzielle ökologische Optimierung des Gebietes durch Herausnahme aus der Bewirtschaftung.“

## Entwicklungsmaßnahmen
Als Entwicklungsmaßnahmen sieht der Landschaftsplan vor vorhandenen und noch ansamenden, nicht standortheimischen Baumarten aktiv zu entfernen. Die forstliche Nutzung des gesamten NSG ist zu unterlassen.